# Amy Robsart
Amy Robsart Dudley (Norfolk, 7 giugno 1532 – Cumnor, 8 settembre 1560) è stata una nobile inglese.
Fu la prima moglie di Lord Robert Dudley, conte di Leicester, favorito della regina Elisabetta I Tudor. È nota principalmente per la sua morte, avvenuta in circostanze misteriose.

## Biografia
Amy Robsart nacque nella contea di Norfolk, in Inghilterra, il 7 giugno 1532, figlia di John Robsart e della sua prima moglie, Elizabeth Scott.
Amy crebbe nella casa di sua madre, Stanfield Hall, e ricevette una buona educazione.
Il 4 giugno 1550, tre giorni prima del suo diciottesimo compleanno, Amy sposò sir Robert Dudley, figlio del lord protettore del regno, John Dudley. al loro matrimonio partecipò l'illustre William Cecil e lo stesso sovrano, Edoardo VI Tudor.
Nel maggio 1553 la fortuna della famiglia Dudley crebbe: Guilford Dudley sposò una delle eredi al trono, Lady Jane Grey, che secondo l'atto di successione di Enrico VIII avrebbe ereditato il trono dopo le sue due figlie (la principessa Maria e lady Elisabetta), in quanto nipote della sorella di Enrico VIII, Maria Tudor Brandon.
Però Lord John Dudley riuscì a convincere il giovane sovrano, in punto di morte, a modificare il testamento del padre, designando come sua erede la cugina Jane Grey.
Jane regnò per nove giorni, prima di essere spodestata da Maria Tudor.
Maria divenne regina sotto il nome di Maria I, e, per evitare rivolte dei protestanti Inglesi rinchiuse nella Torre di Londra Jane, suo marito Guilford e John e Robert Dudley. la regina Maria era restia a decapitare sua cugina Jane, ma una sommossa protestante la spinse a decapitare Jane, Guilford e il Lord protettore, mentre Robert rimase prigioniero nella Torre per circa un anno.
Nell'agosto del 1557 Robert andò a combattere per il principe consorte Filippo II di Spagna. La guerra fu vinta infine da Filippo II, ma l'Inghilterra, per volere della nuova regina Maria I, si ritirò prima della conclusione e perse così Calais, l'ultima traccia di quello che era stato il regno inglese in Francia.
Con la morte della regina Maria I e l'avvento al trono della regina Elisabetta I, figlia di Enrico VIII e di Anna Bolena, la famiglia Dudley divenne una delle famiglie più importanti della nobiltà inglese.
Quando nell'aprile 1559 la regina si mostrò innamorata del marito di Amy, alcuni diplomatici ipotizzarono che l'avrebbe sposato se Amy fosse morta.

## La morte
L'8 settembre 1560 Amy venne ritrovata morta a Cumnor, ai piedi di una rampa di scale, con le ossa del collo spezzate, nella dimora in cui viveva.
Le cause della sua morte sono ancora ignote, nonostante gli storici abbiano avanzato diverse ipotesi sulle cause della sua morte:
- Il suicidio.[2]
- La morte accidentale.[3]
- Un cancro al seno, causa del dolore al petto di cui soffriva e colpevole dell'assottigliamento delle ossa del collo.
- L'omicidio.[4]

## L'inchiesta
Dopo la sua morte, suo marito divenne parte di un immenso scandalo: il popolo lo vedeva come un uxoricida, un uomo capace di uccidere la sua devota moglie per ambizione. Fu indetta un'inchiesta che decretò il verdetto di morte accidentale per Amy Dudley, ma lo scandalo non si affievolì mai e Robert non poté mai sposare la regina.